# بو یوهانسون
بو یوهانسون (انگلیسی: Bo Johansson؛ زادهٔ ۲۸ نوامبر ۱۹۴۲) یک بازیکن فوتبال اهل سوئد است.